# Jeppe Kofod
Jeppe Sebastian Kofod, född 14 mars 1974 i Köpenhamn, Danmark, är en tidigare politiker för Socialdemokratiet. Han var Danmarks utrikesminister 2019 till 2022. Han satt i Folketinget 1998-2014, först invald för Bornholms amtskrets och senare för Bornholms storkrets. Mellan 2014 och 2019 satt han i Europaparlamentet. Under perioden 28 februari till 1 maj 2023 var han ställföreträdare i Folketinget som suppleant i Själlands storkrets för Mette Gjerskov, som var sjukskriven, men därefter drog han sig helt ur politiken för att fokusera på sitt rådgivningsföretag.

## Bakgrund
Kofot läste med matematisk inriktning vid Bornholms amtsgymnasium och tog studenten där 1994. Han tog kandidatexamen i sociologi vid Roskilde Universitet 2004 och mastersexamen i offentlig förvaltning vid Harvard University 2007.
Kofod var ungdomsskolelärare vid Nexø ungdomsskole 1993-1994 och lärarvikarie bl.a. på Svaneke skole 1995-1996 och har säsongsarbetat på Bornholmstrafikkens färjor. Han var projektkoordinator vid den internationella avdelningen på Socialdemokratiets partikontor 1995-1998.

## Politisk karriär

### Ungdomspolitik
Från 1990 till 1992 satt Kofod i styrelsen för Danmarks Elev Organisation, senare i Danske Gymnasieelevers Sammenslutning och satt i Operation Dagsverkes verkställande utskott. Han var ordförande för DSU på Bornholm 1990-1994 och satt 1996-1998 i DSU:s verkställande utskott.

### Folketinget 1998-2014
I 1995 blev Jeppe Kofod Socialdemokratiets folketingskandidat i Bornholms amtskrets och han representerade partiet 1998-2014 i först Bornholms amtskreds och senare Bornholms storkrets.
Kofod var 2003-2005 vice ordförande för  den socialdemokratiska folketingsgruppen. Han har suttit i Folketingets försvar-, utbildnings-, kommunal-, närings, Grönlands- och Färöutskott. Han har under många år arbetat med utrikespolitik, bland annat som folketingsgruppens talesperson i utrikesfrågor. Han var vice ordförande för folketingets utrikespolitiska kommitté 2001-2008 och efter valet 2011 dess ordförande.
Han har vid flera folketingsval varit den politiker som fått störst antalet personröster relativt sett. Drygt var fjärde bornholmare röstade på honom vid folketingsvalet 2011.

### Europaparlamentet
Kofod blev på Socialdemokraternes kongress 2013 vald till partiets spetskandidat vid Europaparlamentsvalet 2014. Han blev vald till Europaparlamentet med 170 739 personröster (näst mest efter Morten Messerschmidt) och lämnade i samband med det Folketinget. Hans folketingsmandat togs 1 juli 2014 över av Jacob Lund. Vid Europaparlamentsvalet 2019 blev han omvald, men bara en månad senare utsågs han till utrikesminister i regeringen Mette Frederiksen I och efterträddes då av  Marianne Vind.

### Folketingskandidat 2022-2023
Vid folketingsvalet 2022 ställde Kofod upp i Själlands storkrets. Med 4 279 röster kom han på åttondeplads bland Socialdemokratiets kandidater i storkretsen. Då partiet tog sju mandat blev han förste ersättare. Den 28 februari 2023 blev han ställföreträdare för Mette Gjerskov, som var sjukskriven. Den 1 maj 2023 lämnade han Folketinget og overlod posten til andensuppleanten Tanja Larsson. Samtidig opgav han at opstille som kandidat ved det kommende Europaparlamentsvalet, hvortil han var blevet valgt af Socialdemokratiet på Bornholm. Kofod motiverede beslutningen om helt at trække sig fra politik med, at han ønskede mere tid til sin private rådgivningsvirksomhed og til sin familie.

## Andra förtroendeuppdrag
Kofod har i tidens løb haft en del forskellige tillidshverv, således som  næstformand i Atlantsammenslutningen, och varit styrelsemedem i FN-förbundet och UNICEF. Han har också varit vice president för AWEPA, European Parliamentarians for Africa och 2004-2006 var han kassör för Parlamentarians for Global Action.

## Kontroverser
Vid påsken 2008 ha hållit ett föredrag för Danmarks Socialdemokratiske Ungdom (DSU) hade sex med en 15-årig flicka från DSU. Detta medförde bland annat att lämnade sina utskottsposter och posten som utrikespolitisk talesperson för Socialdemokratiet. Ordföranden för DSU, Jacob Bjerregaard, upplyste om att Jeppe Kofod hade brutit mot förbundets regler och att han inte längre var välkommen som talare vid DSU:s arrangemang.
I september 2020 kom episoden åter i fokus efter att Sofie Linde uttalat sig om sexuella trakasserier, vilket resulterade i att Radikale Venstres jämställdhetstalesperson Samira Nawa uttalade att hennes parti inte skulle ha gett Kofod en ministerpost som följd av händelsen. Reaktionen medförde, att Jeppe Kofod bad om ursäkt för händelsen, men fortsatte som utrikesminister.